# Bangor (Gwynedd) (stacja kolejowa)
Bangor (ang: Bangor (Gwynedd) railway station) – stacja kolejowa w Bangor, w hrabstwie Gwynedd, w Walii, w Wielkiej Brytanii. jest ostatnią kontynentalną stacja od London Euston do Holyhead na North Wales Coast Line. Stacja jest 40 km na wschód od Holyhead.
Stacja mieści się na narażonej stronie owiewami wiatru kierowanymi między stromymi wysokimi ścianami po obu stronach i narażona jest na panujące mokre wiatry zachodnie. Pełne zadaszenie jest na peronie 1, który zapewnia ochronę dla osób podróżujących w kierunku wschodnim i południowym do Chester i dalej. Jadąc w kierunku północnym do Holyhead na Peronie 2 tylko dwie wiaty z baldachimem służą do schronienia się pod nimi. Zamknięty most dla pieszych łączący dwa perony. Dla rowerzystów znajduje się parking przy peronie 1.

## Historia
Stacja została otwarta w dniu 1 maja 1848 przez Chester and Holyhead Railway, wybudowana została kosztem 6960£ i usytuowana jest pomiędzy dwoma tunelami. Przez dworzec przebiegają także dwie inne linie wykorzystywane do przewozu towarów, w szczególności przewozu paliwa jądrowego do i z elektrowni atomowej Wylfa na Anglesey.
Obecny budynek na peronie 1 to główny budynek z dziedzińcem na miejscu obecnego parkingu. W latach 1924 i 1927 dodatkowa pętla linii i peron został zbudowany na miejscu placu z nową pierzeją Deiniol Road. Ostatecznie były cztery perony i mała zatoka służąca głównej linii i odgałęzieniu.
Z zamknięciem odgałęzienie w latach 1960 i 1970, stacja została zredukowana do posiadania dwóch peronów operacyjnych.
Ogłoszone w listopadzie 2009 rząd Walii zwrócił się do Network Rail do przeprowadzenia studium wykonalności w sprawie ponownego otwarcia linii między Llangefni na Anglesey i Bangor dla przewozów pasażerskich. Network Rail ma ocenić podłoże kolejowe przed opublikowaniem raportu w 2010 roku.